# Cytherea disparoides
Cytherea disparoides är en tvåvingeart som beskrevs av Paramonov 1930. Cytherea disparoides ingår i släktet Cytherea och familjen svävflugor. Inga underarter finns listade i Catalogue of Life.